# Mnoho povyku pro nic (film, 2012)
Mnoho povyku pro nic (v anglickém originále Much Ado About Nothing) je americký romantický komediální film z roku 2012 od režiséra a scenáristy Josse Whedona, produkovaný jeho studiem Bellwether Pictures. Jedná se o černobílou adaptaci stejnojmenné hry Williama Shakespeara zasazenou do moderní doby.

## Příběh
Do Messiny dorazí Don Pedro, aragonský kníže, který se vrací z úspěšné bitvy. Společně s jeho družinou přijede i vyznamenaný hrabě Claudio a také Benedick, voják z Padovy. Všichni se na měsíc ubytují v domě Leonata, messinského guvernéra, který je ochotně přijme. Claudio je zamilovaný do Leonatovy jediné dcery Héró a Benedick vede „humornou válku“ s Beatrice, Héróinou sestřenicí, se kterou se špičkuje a se kterou se zná již z dřívějška, kdy spolu strávili noc. Pedro však přivede i svého zadržovaného bratra Dona Johna, který se před časem vzbouřil proti jeho vládě.
Na maškarním večírku získá převlečený Don Pedro Héróino srdce pro nesmělého Claudia. Don John využije situace k odplatě a řekne mladému hraběti, že jeho bratr si namluvil Héró sám pro sebe. Johnova lest se však nepodaří a Claudio se může chystat na svatbu se svou vyvolenou.
Mezitím si Benedick v přestrojení povídá s Beatrice. Ta mu, „záhadnému muži“, který neprozradí své jméno, poví, že Benedick je „knížecí šašek, velice hloupý“. On jí následně slibuje pomstu. Don Pedro se svými muži ale vymyslí plán, jak dát Benedicka a Beatrice dohromady. Zaranžují mezi sebou rozhovor o tom, jak Beatrice miluje Benedicka, avšak bojí se mu to říct, přičemž Padovan je „náhodně“ zaslechne. I Héró si se svou komornou Ursulou povídá o Benedickově neopětované lásce k Beatrice, která je také „náhodným“ svědkem. Pedrův nápad vyjde, neboť oba si začnou myslet, že je ten druhý zamilován, a oba se snaží se navzájem usmířit.
Don John však chce nadále podvést a ztrapnit svého bratra. Proto Donu Pedrovi i Claudiovi řekne o Héróině nevěře a v noci, kdy je zavede k oknu, jim předloží údajné důkazy. Ve skutečnosti vidí oknem do Héróina pokoje s Borachiem, Johnovým pomocníkem, komornou Margaretu, což však Pedro ani Claudio nepoznají. Na svatbě, která se koná následujícího dne, poví Claudio o tom, co viděl. Šokovaná Héró následně omdlí a oddávající farář, který věří, že je nevinná, poradí Leonatovi, aby předstíral její smrt, díky čemuž může vyjít pravda na povrch. Benedick a Beatrice si navzájem vyznají lásku a dívka svého milovaného požádá, aby očistil její sestřenici. Benedick proto vyzve Claudia na souboj.
Během noci, v níž Don John provedl svůj proradný čin, jsou zadrženi Borachio se svou přítelkyní Konrád. Místní strážní se od nich dozví o Johnově plánu a informují Leonata o Héróině nevině. Za Donem Johnem, který mezitím již z města uprchl, jsou vysláni další příslušníci. Claudio, jenž si nyní vyčítá Héróinu smrt, souhlasí s návrhem jejího otce, aby si vzal dceru jeho bratra, která má být téměř jako Héró. Na jejich svatbě vyjde najevo, že onou neznámou dívkou je přímo Héró, což Claudia rozradostní. Dohromady se dají i Benedick a Beatrice a nakonec dorazí i zpráva o zatčení Dona Johna.

## Obsazení

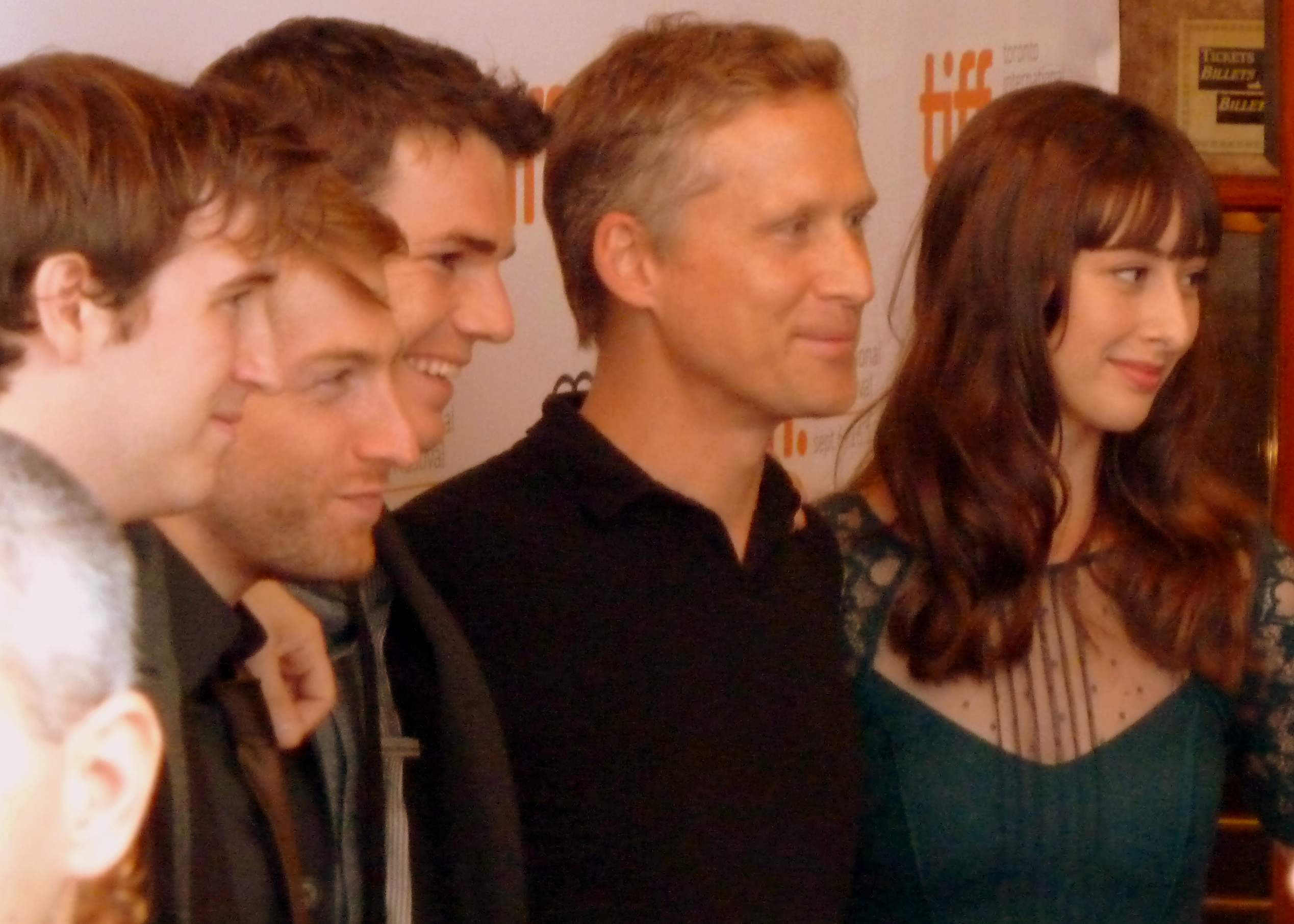
Někteří z herců během premiéry. Zleva: Brian McElhaney, Fran Kranz, Nick Kocher, Reed Diamond a Jillian Morgese

- Amy Acker jako Beatrice, Leonatova neteř
- Alexis Denisof jako Benedick z Padovy, společník Dona Pedra
- Clark Gregg jako Leonato, guvernér Messiny a otec Héró
- Nathan Fillion jako Dogberry, konstábl messinských strážných
- Fran Kranz jako Claudio z Florencie, hrabě, společník Dona Pedra a Benedickův přítel
- Sean Maher jako Don John, bratr Dona Pedra
- Reed Diamond jako Don Pedro, kníže aragonský
- Jillian Morgese jako Héró (v originále Hero), Leonatova dcera

Většina herců v hlavních i vedlejších rolích spolupracovala s Jossem Whedonem již dříve. Denisof, Fillion, Tom Lenk (Šťovíček, v originále Verges) a Riki Lindhome (Konrád, v originále Conrade) hráli v seriálu Buffy, přemožitelka upírů, Acker, Denisof a Lenk v seriálu Angel, Fillion a Maher v seriálu Firefly a filmu Serenity, Acker, Denisof, Diamond, Kranz a Ashley Johnson (Margareta, v originále Margaret) v seriálu Dům loutek a Gregg, Denisof, Morgese, Romy Rosemont (zapisovatelka) a Johnson ve filmu Avengers.
Postavu Leonata měl původně hrát Anthony Head, který však nebyl v době natáčení dostupný. Roli místo něj vzal Clark Gregg, který s Whedonem právě dokončil filmování Avengers.

## Produkce
Nápad na filmovou adaptaci Shakespearovy hry dostal režisér Joss Whedon při čteních jeho her se svými přáteli několik let před natočením snímku. Ze hry Mnoho povyku pro nic téměř doslovně převzal původní text, takže postavy mluví angličtinou z doby Alžběty I. Největší změnou je však zasazení děje do moderního světa, kde Don Pedro se svými společníky patří k mafii, Dogberry s jeho kolegové jsou policejními příslušníky, apod. Dalšími odlišnostmi je např. změna pohlaví u postavy Konráda (původně společník Dona Johna, ve filmu jeho milenka), odstranění některých menších rolí a spojení dalších do postavy Leonatova pobočníka, či rozšíření Ursuliny úlohy o část scén, ve kterých původně vystupovala Margareta. Přibyly také informace o minulosti vztahu Beatrice a Benedicka, které v úvodní scéně filmu ukázaly, jak po noci strávené společně se ráno Benedick tiše vykrade z pokoje, zatímco Beatrice předstírá, že spí.
Natáčení probíhalo 12 dní ve druhé polovině října 2011 (ukončeno bylo 23. října) během Whedonovy dovolené po dokončení filmování snímku Avengers. Produkce byla realizována utajeně, herci ani členové štábu neměli o ní nikoho informovat; projekt byl veřejnosti odhalen až v den ukončení filmování. Celý film byl natočen v domě Josse Whedona v Santa Monice, který navrhla jeho žena, architektka Kai Cole. Manželé společně snímek také produkovali v nově založené společnosti Bellwether Pictures.
K nasvícení záběrů využil Whedon s kameramanem Jayem Hunterem především přírodní světlo. Pro kompozici jednotlivých záběrů používali ve velké míře také zrcadla, skleněné plochy a okna. Tato černobílá noirová komedie byla natáčena na digitální, v ruce drženou kameru Red Epic, která se organicky pohybovala s herci. Pro odlišení některých scén filmaři využili také jiné kamery a fotoaparát Canon EOS 7D.
Scénickou hudbu, kterou produkovala skladatelka Deborah Lurie, složil přímo Joss Whedon (což bylo i z finančních důvodů výhodnější). Její součástí jsou také písně „Sigh No More“ a „Heavily“, které Shakespeare začlenil přímo do hry a které pro snímek nahrál Whedonův bratr Jed se svou manželkou Maurissou Tancharoen. Soundtrack s názvem Much Ado About Nothing: Original Score vyšel na internetu 6. června 2013.

## Vydání

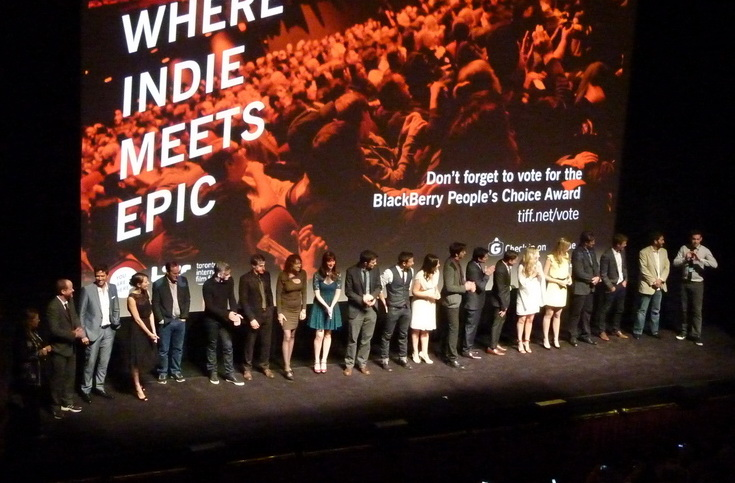
Herci a členové štábu na premiéře filmu na festivalu v Torontu

Světovou premiéru si snímek odbyl 8. září 2012 na filmovém festivalu v Torontu. Distribuční práva pro Severní Ameriku následně zakoupily společnosti Lionsgate a Roadside Attractions. V dalších měsících bylo Mnoho povyku pro nic promítáno na různých festivalech v Americe a Evropě; do kin byl uveden poprvé v USA 7. června 2013. Jednalo se však o omezenou distribuci, snímek v prvním týdnu uvádělo pouze pět kin v New Yorku, Los Angeles a San Franciscu. V následujících týdnech počet kinosálů stoupal, i při maximálním počtu to ale po celých Spojených státech bylo pouze 222 kin. Značně omezena byla také celosvětová klasická kinodistribuce, neboť film byl promítán pouze v několika vybraných zemích – nejvýznamnějšími trhy bylo Spojené království, Austrálie a Nový Zéland. Na DVD a BD byl snímek vydán 8. října 2013.
V Česku mělo Mnoho povyku pro nic televizní premiéru 23. března 2014 na stanici Cinemax. Snímek přitom nebyl nadabován, ale byl pouze opatřen českými titulky.

## Přijetí
Tržby z promítání filmu Mnoho povyku pro nic v kinech v Severní Americe dosáhly částky 4,3 milionů dolarů, v ostatních zemích se jednalo o další 1 milion dolarů. Celosvětové tržby tak činily 5,3 milionů dolarů.
Snímek se od kritiků dočkal převážně pozitivních reakcí. Server Rotten Tomatoes udělil filmu na základě 153 recenzí (z toho 129 kladných) hodnocení 84 % s komentářem: „Závratná energie a intimní kouzlo čpící z Mnoho povyku pro nic vytváří z tohoto snímku zábavnou romantickou komedii – a také Shakespearovskou adaptaci, které lze stěží odolat.“ Server Metacritic ohodnotil snímek 78 body ze 100 možných, přičemž výsledná hodnota byla vypočítána z 37 recenzí.
Podle filmového kritika Loua Lumenicka (deník New York Post) se jednalo o nejzábavnějšího Shakespeara, kterého viděl. Tom Clift ze serveru Moviedex ocenil režisérův smysl pro rafinovaný vizuální humor. List The Guardian udělil filmu čtyři z pěti hvězdiček a okomentoval jej slovy, že to byl „první skvělý současný Shakespeare od Romea a Julie režiséra Baze Luhrmanna“. Christopher Schobert pro server Indiewire uvedl: „Divák je zcela radostí bez sebe, protože film, který Whedon dokázal zcela přenést do současnosti, je nabitý emocemi. A to říkám jako jeden z těch, kteří nejsou oddanými členy Whedonovy armády fanoušků.“ Čtyřhvězdičkové hodnocení (z pěti možných) udělila snímku také Sheila O'Malley z deníku Chicago Sun-Times, přičemž dodala, že „Mnoho povyku pro nic je jedním z nejlepších filmů roku“. Snímek ocenil i Joe Morgenstern z The Wall Street Journal, který také pochválil herecký výkon Frana Kranze, jenž podle něj „ztvárnil Claudia s dojemným zanícením“.